# Astrotricha longifolia
Astrotricha longifolia är en araliaväxtart som beskrevs av George Bentham. Astrotricha longifolia ingår i släktet Astrotricha och familjen Araliaceae. Inga underarter finns listade.